# Войцицкий, Казимир Владислав
Казимир Владислав Войцицкий (пол. Kazimierz Władysław Wóycicki; 3 марта 1807, Варшава — 2 августа 1879, Варшава) — польский писатель

, книгоиздатель, историк, редактор и журналист.

## Биография
Сын придворного врача короля Станислава Августа Понятовского. Обучался у пиаристов, затем изучал химию в подготовительной школе при варшавском Политехническом институте, слушал курс лекций по праву и литературе в Варшавском университете. В свободное от занятий время путешествовал по стране, собирая фольклорный материал не только поляков, но и белорусов, русинов (украинцев), мазуров и др. В 1827 году, не окончив учёбу, занялся журналистикой.
В 1830 году использовав собранный материал, Казимир Владислав Войцицкий издал трёхтомное собрание народных пословиц и поговорок.
Участник восстания 1830 года. В сражении при Грохове был ранен. После подавления восстания, бежал в Пруссию. Позже переехал в Галицию, где принял участие в создании конспиративной группы литераторов.
В 1834 вернулся на родину, некоторое время находился в заключении. С 1845 жил в Варшаве. Работал архивистом и библиотекарем Сената. Был директором типографии государственной юридической комиссии, редактировал журнал
«Dziennik Praw».
Занимался литературной и издательской деятельностью. С 1848 года был членом Краковского научного общества, в 1860 — общества друзей развития науки в Познани. С 1850 года до смерти Войцицкий был редактором журнала «Biblioteka Warszawska», а с 1866 — еженедельной газеты «Klosy».
В 1859 г. входил в редакционную комиссию Всеобщей польской энциклопедии под руководством С. Оргельбранда.
Умер в Варшаве в 1879 г. Похоронен на кладбище «Старые Повонзки».

## Творчество
Издал целый ряд популярных сочинений, сборников народной литературы и повестей:
- «Przyslowia Narodowe» (1830);
- «Piesni Ojczyste» (1830);
- «Amerykanin» (1831);
- «Kurpie» (1834);
- «Starozytne przypowiesci» (1836);
- «Piesni ludu Bialochrobatow, Mazurow i Rusi z nad Bugu» (1836);
- «Klechdy starozytne podania i powiesci ludu polskiego i Rusi» (1837);
- «Teatr starozytny w Polsce» (1840);
- «Zarysy domowe» (1842);
- «Historja literatury polskiej» (1845);
- «Domowe powiastki i wizerunki» (1846);
- «Stare gawedy c obrazy» (1850);
- «Zyciorysy znakomitych ludzi» (1850);
- «Cmentarz Powazkowski» (1855—1858);
- «Domowe powiesci» (1858);
- «Mazowieckie powiastki» (1858);
- «Silva rerum» (1861);
- «Szkice historyczne» (1869);
- «Ostatni klasyk» (1872);
- «Kawa literacka» (1873);
- «Fr. Skarbek» (1873);
- «Niewiasta polska w poczatkach biezacego stulecia» (1875);
- «Warszawa i jej spolecznosc» (1875).

К. Войцицкому принадлежит также заслуга издания многих памятников старой польской литературы, среди них:
- «Pamietniki Jana Kilinskiego» (1830);
- «Bibljoteka starozytnych pisarzy polskich» (1843—1844, 6 томов);
- «Pamietniki» (1846);
- «Statuty polskie krola Kazimierza» (1847);
- «J. St. Wydzga i jego pamietnik» (1852);
- «Latopisiec albo kronika Jerlicza» (1853).